# Championnat de France de rugby à XV 1956-1957
Navigation
1955-1956 1957-1958
Le championnat de France de rugby à XV 1956-1957 est disputé par 48 clubs groupés en six poules de huit. Les cinq premiers de chaque poule et les deux meilleurs sixièmes (soit 32 clubs) sont qualifiés pour disputer une phase par élimination directe à partir des seizièmes de finale.
Le championnat a été remporté par le FC Lourdes qui a battu le Racing club de France en finale. Le F.C. Lourdais conserve le titre acquis en 1956.

## Contexte
Le Tournoi des Cinq Nations 1957 est remporté par l'Angleterre, la France termine dernière sans avoir gagné un seul match, le Challenge Yves du Manoir est remporté par l'US Dax qui bat l'AS Montferrand (le match se termine par une égalité 6-6 mais Dax gagne au bénéfice de l'âge de ses joueurs).

## Phase de qualification
Le nom des équipes qualifiées pour les 16e de finale est en gras.
| - FC Lourdes - Union sportive Orthez - RC Toulon - AS Roanne                                                   | - Stade rochelais - Aviron bayonnais - AS Montferrand - US Dax - CA Bègles - La Voulte sportif - RC Vichy - US Cognac | - Stade toulousain - Lyon OU - US Montauban - Paris université club - SC Graulhet - CA Périgueux - Saint-Girons SC - Castres olympique |
| - Section paloise - SO Chambéry - FC Auch - SU Agen - Stade niortais - SC Angoulême - RC Narbonne - US Carmaux | - USA Perpignan - US Bergerac - SC Tulle - AS Soustons - AS Béziers - SC Albi - Biarritz olympique - US Romans        | - Stade montois - TOEC - Stade aurillacois - Racing club de France - CS Vienne - Stadoceste tarbais - Tyrosse RCS - Stade lavelanétien |

## Seizièmes de finale
Les équipes dont le nom est en caractères gras sont qualifiées pour les huitièmes de finale.
| Équipe 1              | Équipe 2           | Résultat |
| --------------------- | ------------------ | -------- |
| FC Lourdes            | La Voulte sportif  | 37-13    |
| FC Auch               | Stadoceste tarbais | 12-6     |
| AS Béziers            | SC Tulle           | 8-6      |
| Stade montois         | US Carmaux         | 8-3      |
| Stade toulousain      | Section paloise    | 3-0      |
| FC Grenoble           | Biarritz olympique | 3-0      |
| US Dax                | RC Narbonne        | 11-3     |
| Saint-Girons SC       | SC Angoulême       | 8-6      |
| Racing club de France | SU Agen            | 19-3     |
| US Romans             | US Cognac          | 3-0      |
| Aviron bayonnais      | RC Vichy           | 29-3     |
| AS Montferrand        | SC Mazamet         | 6-0      |
| SC Graulhet           | Stade aurillacois  | 16-0     |
| CS Vienne             | Castres olympique  | 5-3      |
| USA Perpignan         | RC Toulon          | 8-3      |
| Cahors rugby          | US Montauban       | 16-6     |

## Huitièmes de finale
Les équipes dont le nom est en caractères gras sont qualifiées pour les quarts de finale.
| Équipe 1              | Équipe 2        | Résultat |
| --------------------- | --------------- | -------- |
| FC Lourdes            | FC Auch         | 19-3     |
| AS Béziers            | Stade montois   | 14-6     |
| Stade toulousain      | FC Grenoble     | 9-5      |
| US Dax                | Saint-Girons SC | 8-3      |
| Racing club de France | US Romans       | 6-0      |
| Aviron bayonnais      | AS Montferrand  | 10-0     |
| SC Graulhet           | CS Vienne       | 12-3     |
| USA Perpignan         | Cahors rugby    | 6-5      |

Toulouse prend sa revanche sur les grenoblois qui les avaient éliminés en Challenge Yves du Manoir quelques semaines auparavant.

## Quarts de finale
Les équipes dont le nom est en caractères gras sont qualifiées pour les demi-finales.
| Équipe 1              | Équipe 2         | Résultat |
| --------------------- | ---------------- | -------- |
| FC Lourdes            | AS Béziers       | 8-6      |
| Stade toulousain      | US Dax           | 6-3      |
| Racing club de France | Aviron bayonnais | 14-3     |
| SC Graulhet           | USA Perpignan    | 14-3     |

## Demi-finales
| Équipe 1              | Équipe 2         | Résultat |
| --------------------- | ---------------- | -------- |
| FC Lourdes            | Stade toulousain | 9-0      |
| Racing club de France | SC Graulhet      | 6-6      |

Le Racing et Graulhet sont à égalité après prolongation, le Racing est qualifié pour la finale au bénéficie de l'âge.
Cette règle sera supprimée ensuite.

## Finale
| Équipes               | FC Lourdes – Racing club de France |
| Score                 | 16-13 |
| Date                  | 26 mai 1957 |
| Stade                 | Stade Gerland, Lyon |
| Arbitre               | Charles Durand |
| Les équipes           | |
| FC Lourdes            | Jean-Louis Taillantou, Pierre Deslus, Thomas Manterola, André Laffont, Louis Guinle, Henri Domec, Jean Prat, Jean Barthe, François Labazuy, Antoine Labazuy, Pierre Tarricq, Roger Martine, Maurice Prat, Henri Rancoule, Pierre Lacaze                  |
| Racing club de France | Marc Paillassa, Jacques Labèque, Claude Bourbié, Paul Gri, Michel Gri, Serge Grousset, Jacques Brun, François Moncla, Michel Crauste, Gérard Dufau, Pierre Chaubet, Alain Chappuis, Christian Vignes, Arnaud Marquesuzaa, Pierre Conquet, Michel Vannier |
| Points marqués        | |
| FC Lourdes            | 4 essais de Barthe, Domec et Rancoule (2), 2 transformations par Lacaze (1) et A.Labazuy (1) |
| Racing club de France | 2 essais par Gri et Vannier, 2 transformations et 1 pénalité par Vannier |

Lourdes mène tout d'abord par 11-0 grâce à trois essais marqués par Rancoule, Domec et Barthe. Le Racing revient au score 11-10 avec deux essais de Gri et Vannier, mais Rancoule permet aux Lourdais de reprendre l'avantage avec un deuxième essai personnel.